# 坎达
坎达是意大利威尼托大区罗维戈省的一个镇，人口约1000人（2004年）。